# Lo último
Lo último es el primer álbum en vivo póstumo de la banda argentina de thrash metal Hermética, grabado en el Estadio Obras Sanitarias el 12 de noviembre de 1994 y publicado en 1995 por el sello discográfico DBN. A pesar de ser editado luego de la separación de la banda, la grabación de este álbum estaba prevista de todas formas.

## Detalles
El nombre del álbum se debe a que sería el último trabajo lanzado por la banda. Sin embargo, más tarde el mismo año, Ricardo Iorio editó En Concierto, un álbum doble con el mismo recital, pero con más canciones y con menos ediciones de estudio.
En el recital se incluyó una versión del tema «De los pagos del tiempo»  de José Larralde, que se habría incorporado al final, tal como se incluyó «Si se calla el cantor» en En Vivo 1993 Argentina. Si bien en este álbum no aparece, fue lanzado como último tema en el álbum En Concierto, Parte II. Almafuerte realizó una versión de estudio de ésta y la incluyó en su álbum debut, Mundo guanaco, publicado en 1995.

## Lista de canciones
| N.º   | Título                     | Escritor(es)                  | Duración |  |
| 1.    | «Tano solo (Instrumental)» | Antonio Romano                | 2:16     |  |
| 2.    | «Vientos de poder»         | Antonio Romano, Ricardo Iorio | 4:18     |  |
| 3.    | «Traición»                 | Ricardo Iorio, Antonio Romano | 3:10     |  |
| 4.    | «Gil trabajador»           | Ricardo Iorio                 | 3:11     |  |
| 5.    | «Otro día para ser»        | Ricardo Iorio, Antonio Romano | 4:53     |  |
| 6.    | «Víctimas del vaciamiento» | Ricardo Iorio, Antonio Romano | 3:12     |  |
| 7.    | «Robó un auto»             | Ricardo Iorio                 | 3:42     |  |
| 8.    | «Del colimba»              | Ricardo Iorio                 | 4:18     |  |
| 9.    | «La revancha de América»   | Ricardo Iorio                 | 3:24     |  |
| 10.   | «Vida impersonal»          | Ricardo Iorio                 | 3:15     |  |
| 11.   | «Ayer deseo, hoy realidad» | Ricardo Iorio                 | 3:11     |  |
| 12.   | «Cuando duerme la ciudad»  | Ricardo Iorio                 | 3:42     |  |
| 13.   | «Soy de la esquina»        | Ricardo Iorio, Antonio Romano | 3:53     |  |
| 46:25 |                            |                               |          |  |

## Créditos
- Claudio O'Connor - voz
- Antonio Romano - guitarra
- Ricardo Iorio - bajo, voz líder en «Del colimba» e introducción en «Otro día para ser» y «Vida impersonal»
- Claudio Strunz - batería

- Datos: Q5978112